# رشيد النقروز
رشيد النقروز هو لاعب كرة قدم مغربي سابق من مواليد 10 أبريل 1972 بمدينة الراشيدية ، شغل مركز مدافع بعدة أندية أوربية .

## روابط خارجية
1. ↑  "معلومات عن رشيد النقروز على موقع national-football-teams.com". national-football-teams.com. مؤرشف من الأصل في 2019-07-06.
2. ↑  "معلومات عن رشيد النقروز على موقع transfermarkt.com". transfermarkt.com. مؤرشف من الأصل في 2020-03-27.
3. ↑  "معلومات عن رشيد النقروز على موقع static.fifa.com". static.fifa.com. مؤرشف من الأصل في 2019-12-16.

- رشيد النقروز على موقع الاتحاد الدولي (مؤرشف)  (الإنجليزية)
- رشيد النقروز على موقع قاعدة بيانات كرة القدم.إي يو (الإنجليزية)
- رشيد النقروز على موقع ناشيونال فوتبول تيمز (الإنجليزية)
- رشيد النقروز على موقع عالم كرة القدم.نت (الإنجليزية)